# Antonio Poch Gutiérrez de Caviedes
Antonio Poch Gutiérrez de Caviedes (Santiago de Compostela, 6 de febrero de 1912-Sangenjo, 15 de agosto de 2004) fue un diplomático, jurista y catedrático español.

## Biografía
Nació el 6 de febrero de 1912 en Santiago de Compostela.
Estudió filosofía y letras y derecho en la Universidad de Santiago de Compostela. Fue catedrático de las universidades de Valladolid (Derecho Internacional Público y Privado), Santiago (Derecho Internacional Público y Privado) y Complutense (Derecho Diplomático y Consular). Poch, que ingresó en la carrera diplomática en 1942, ejerció, entre otros destinos, de embajador en Portugal, en Grecia y de embajador-delegado permanente ante la UNESCO.
A lo largo de su desenvolver académico, destacó por sus estudios sobre la noción de comunidad internacional. Poch, que se jubiló en 1982, falleció el 15 de agosto de 2004 en Sangenjo, a los 92 años de edad.

## Distinciones
- Gran Cruz de la Orden de Cristo (1976)[5]
- Gran Cruz de la Orden de Isabel la Católica (1982)[6]